# Klostersturm
Unter Klostersturm versteht man die planmäßige Aufhebung von Klöstern durch die weltliche Macht aus politischen oder wirtschaftlichen Gründen.
Einen Klostersturm gab es zum Beispiel bei der Auflösung der englischen Klöster unter Heinrich VIII., in der französischen Revolution, in der Säkularisation des frühen 19. Jahrhunderts, im Kulturkampf des späten 19. Jahrhunderts und 1941 durch die nationalsozialistischen Machthaber.

## Klostersturm während des nationalsozialistischen Regimes
In der Zeit des Nationalsozialismus beschlagnahmten staatliche Stellen sowie die NSDAP weit über 200 Klöster. Der nationalsozialistische Raubzug gegen die katholischen Ordensgemeinschaften in Deutschland startete aufgrund eines Geheimerlasses des NSDAP-Reichsleiters Martin Bormann vom 13. Januar 1941.
Bereits seit Beginn des Zweiten Weltkriegs betrieben die SS unter Heinrich Himmler und die Wehrmacht – zunächst in den „angeschlossenen“, annektierten und militärisch besetzten Nachbarländern Deutschlands – eigene Beschlagnahmen von Einrichtungen und Gebäuden. Während die Wehrmacht die beschlagnahmten Klöster und Einrichtungen vorwiegend als Lazarette, Erholungsheime, Schulungseinrichtungen für Soldaten nutzte, beanspruchte die SS diese vor allem als Erstunterkünfte für „Volksdeutsche“, die unter der Devise Heim ins Reich durch die Volksdeutsche Mittelstelle der SS in das nationalsozialistische Deutschland umgesiedelt werden sollten.
Anfangs wurden auch evangelische und nichtkirchliche Sozialeinrichtungen (u. a. psychiatrische Kliniken, Pflegeheime für Behinderte) beschlagnahmt und zwangsgeräumt. Später verschob sich das Gleichgewicht zuungunsten der katholischen Klöster und Einrichtungen. Die bisherigen Bewohner wurden meist nicht nur aus ihren Unterkünften, von ihren Arbeitsplätzen und Wirkungsstätten vertrieben, sondern häufig erhielten die Ordensleute zusätzlich ein Aufenthaltsverbot in der örtlichen Umgebung ihrer Ordenshäuser. Ordensangehörige, die sich den Zwangsmaßnahmen widersetzten, wurden beschuldigt, Straftaten begangen zu haben, und von der Gestapo in Schutzhaft genommen.
Für viele psychisch kranke und/oder körperlich behinderte, schwer pflegebedürftige Betreute aus den beschlagnahmten kirchlichen und weltlichen Hospitälern und Pflegeheimen führten die Zwangsräumungen unmittelbar zum Abtransport in NS-Tötungsanstalten.
Nicht immer wurden die Klöster in die ihre Beschlagnahme begründende Bestimmung überführt. Oft übernahm die NSDAP die Klöster, Ordenshäuser und kirchlichen Einrichtungen für ihre eigenen Zwecke. Auch wurden häufig die vorher für den Verlust der Gebäude in Aussicht gestellten Entschädigungen nicht ausgezahlt. Die katholischen Bischöfe Deutschlands verfassten mehrere Hirtenbriefe und erhoben öffentlich Einspruch. Hitler verbot am 30. Juli 1941 weitere Beschlagnahmen, da diese Aktion bei der kirchlich gebundenen Bevölkerung große Unruhe ausgelöst hatte.
Siehe auch:
- Abtei Gerleve
- Abtei Münsterschwarzach
- Kloster St. Koloman (Stockerau)
- Pater Petrus Mangold
- Abt Basilius Ebel
- Kloster Vinnenberg

## Filmdokumentation
- Bayerns Klöster unter dem Hakenkreuz. Bayerisches Fernsehen 2020 (44 Minuten) 
  - in 3sat gesendet am 8. April 2025, verfügbar bis 7. April 2026
  - mit dem Titel: Geistlichkeit zur NS-Zeit: Bayerns Klöster unter dem Hakenkreuz.  (YouTube-Kanal des BR)